# Pratoianni
Pratoianni è una frazione del comune di Concerviano, in provincia di Rieti.

## Storia
Le fonti storiche riguardo l'origine e la storia di Pratoianni sono piuttosto scarse: al pari degli altri paesi nell'interflumine tra Salto e Turano, Pratoianni potrebbe trarre la sua origine dall'incastellamento di un abitato preesistente, fenomeno avvenuto all'epoca dell'invasione dei saraceni nell'area durante il X secolo o precedentemente - già nel V secolo - all'epoca delle guerre gotiche.
Il territorio di Pratoianni entrò quindi a far parte del territorio controllato dall'abbazia di San Salvatore Maggiore fondata sul monte Letenano nel 735 d.C. da monaci dell'abbazia di Farfa inviati dall'allora abate Lucerio quando in Italia regnavano i Longobardi di Liutprando.
Solo a partire dal XIII secolo si ha notizia, nelle fonti documentali, di una chiesa dedicata a San Giovanni - sita nella zona chiamata Prato Iohannis - da cui l'attuale toponimo. 
L'abitato, legato ai destini dell'abbazia di San Salvatore Maggiore, è stata per molti secoli nel territorio del ducato Romano prima e dello Stato Pontificio poi, a ridosso del confine con il Regno di Napoli segnato nell'area - per un lungo tratto - dal corso del fiume Salto.

## Monumenti e luoghi d'interesse
Senza dubbio il monumento più importante nel territorio di Pratoianni è l'abbazia di San Salvatore Maggiore: il complesso monumentale - di interesse storico - si trova infatti sul monte Letenano a poco meno di 1 km dal centro del paese - nel territorio del comune di Concerviano - nell'attuale perimetro della frazione. 
Nella piazza centrale di Pratoianni si trova il monumento ai Caduti di tutte le Guerre realizzato nel 1981 dall'artista reatino Bernardino Morsani  e dedicato alla memoria del capitano Ubaldo Buzzi.